# امریکن رکوردینگز
امریکن رکوردینگز (انگلیسی: American Recordings) شرکت نشر موسیقی آمریکایی است، که در سال ۱۹۸۸ توسط ریک روبین تأسیس شد.